# Dilatris ixioides
Dilatris ixioides är en enhjärtbladig växtart som beskrevs av Jean-Baptiste de Lamarck. Dilatris ixioides ingår i släktet Dilatris och familjen Haemodoraceae. Inga underarter finns listade.